# Aiko Uemura
Aiko Uemura –en japonés, 上村 愛子, Uemura Aiko– (Itami, 9 de diciembre de 1979) es una deportista japonesa que compitió en esquí acrobático, especialista en las pruebas de baches.
Ganó cuatro medalla en el Campeonato Mundial de Esquí Acrobático entre los años 2001 y 2009.
Participó en cinco Juegos Olímpicos de Invierno, ocupando el séptimo lugar en Nagano 1998, el sexto en Salt Lake City 2002, el quinto en Turín 2006, el cuarto en Vancouver 2010 y el cuarto en Sochi 2014.

## Medallero internacional
| Campeonato Mundial | Campeonato Mundial | Campeonato Mundial | Campeonato Mundial |
| Año                | Lugar              | Medalla            | Competición        |
| ------------------ | ------------------ | ------------------ | ------------------ |
| 2001               | Whistler (Canadá)  | Medalla de bronce  | Baches             |
| 2005               | Ruka (Finlandia)   | Medalla de bronce  | Baches en paralelo |
| 2009               | Inawashiro (Japón) | Medalla de oro     | Baches             |
| 2009               | Inawashiro (Japón) | Medalla de oro     | Baches en paralelo |